# Марбуршка вирусна болест
Марбуршка вирусна болест (раније позната као марбуршка хеморагијска грозница) једна је од најмање 30 познатих вирусних болести и једна од карантинских хеморагијских грозница, са великом стопим смртности (преко 90%). Изазивач болести је вирус Марбург, који је назван по немачком граду Марбургу, у коме је први пут изолован 1967. године. Отад, свет је погодило неколико таласа епидемије.
Патогенеза болести је јако сложена. Вируси и њихови антигени налазе се у више органа, у којима доводе до оштећења ћелија и ткива. Међу оштећеним ћелијама посебно су значајне ендотелне ћелије (за које се верује да започињу процес), а потом и мононуклеарне ћелије, у којима оштећења настају директним деловањем вируса или преко посредника (цитокина) којим се завршава процес патогенезе.
Као резултат наведених интеракција, јавља се дисфункција ендотелних ћелија у одржавању баријере између васкуларног и интерстицијалног простора.
Стопа смртности значајно се разликовала, од 25% у почетној лабораторијској епидемији 1967. године до више од 80% у Демократској Републици Конго од 1998—2000 и 90% у Анголи 2005. године.
Како лек још није пронађен, боље познавање патогенетских чинилаца марбуршке хеморагијске грознице може допринети превенцији и побољшаном лечењу болесника.

## Историја
Болест је названа по вирусу Марбург, а он по немачком граду Марбургу, у коме је први пут изолован 1967. године, након епидемије која је владала у три града Европе.
Болест је први пут истовремено забележена у немачком граду Марбургу, Београду и Франкфурту. Вирус је те године заразио 31 особу. Извор инфекције били су зелени мајмуни из Африке, које су увезли немачки институти и Институт „Торлак” из Београда за лабораторијска истраживања. Од заразе је умрло 7 особа (од 29 оболелих у Немачкој са морталитетом 24%) док су у Београду, Србија оболеле 2 особе и обе су преживеле. У Марбургу и Београду, као и у Франкфурту, болешћу су биле захваћене особе које су у лабораторијама радиле на идентификацији вируса Марбург.
| „ | У Београду су оболели др Живко Стефановић и његова супруга Радмила, који су успели да преживе марбуршку инфекцију 1967. Вирусолог из Торлака био је заражен током аутопсије зеленог мајмуна и био је смештен на Инфективној клиници у Београду, где се касније придружила и супруга чији су симптоми били блажи. Опоравак др Стефановића дуго је трајао, а његове колеге касније су га прозвале — „доктор неуништиви”. | ” |

Кључну улогу у изолацији вируса у Београду имала је вирусолошкиња др Ана Глигић, која је у лабораторији Института „Торлак” прва у Југославији идентификовала вирус из зараженог биолошког материјала. Њен рад данас се сматра пионирским у истраживању хеморагичних вируса у региону, а посебно је добио међународно признање као „заборављена епизода“ (a forgotten episode) у историји вирусологије. Др Глигић је постхумно добила признање у престижном међународном часопису The Lancet Infectious Diseases 2025. године.
Као биолошко оружје, вирус је откривен ускладиштен у Совјетском Савезу, након што се њим случајно заразио и умро руководилац лабораторије др Николај Устинов. Из његовог ткива изолован је ојачани вирус Марбург назван У Варијанта.

## Епидемиологија
Иако неки научници сматрају да су преносиоци вируса мајмуни, верује се да су природни домаћини болести исти слепи мишеви одговорни за ширење еболе — афрички плодоједни слепи миш (Rousettus aegyptiacus).
Људи се лако могу заразити у контакту са слепим мишевима током припреме хране, будући да се они сматрају правим деликатесом у подручју где је најчешће присутан  Марбург вирус.
Две велике епидемије које су се истовремено догодиле у Марбургу и Франкфурту у Немачкој и у Београду, Србија, 1967. године, довеле су до првобитног препознавања болести. Епидемија је повезана са лабораторијским радом на афричким зеленим мајмунима (Cercopithecus aethiops) увезеним из Уганде. Након ових епидемија избијање спорадичних случајева пријављено је у Анголи, Демократској Републици Конго, Кенији, Јужној Африци (код особе која је недавно путовала у Зимбабве) и Уганди. У 2008. су пријављена два независна случаја код путника који су посетили пећину насељену колонијама слепих мишева Rousettus у Уганди.
Од првих епидемија, у којима је смртност од марбуршког вируса била око 25%, последњих година је нарасла на више од 90%, што значи да је бројним репликама вирус оснажен.
Вирус се преноси ваздухом (као капљична инфекција) и може превалити дугачак пут пре него што пронађе домаћина. Најугроженији су они се нађу у непосредној близини оболеле или заражене особе, јер се могу заразити искашљаним зараженим капљицама.
Стопа смртности од Марбуршке вирусне болест је између 23-90%.
| Година    | Земља                         | Вирус       | Број оболелих | Број умрлих | Стопа смртности |
| --------- | ----------------------------- | ----------- | ------------- | ----------- | --------------- |
| 1967      | Западна Немачка · Југославија | MARV        | 31            | 7           | 23%             |
| 1975      | Родезија · Јужна Африка       | MARV        | 3             | 1           | 33%             |
| 1980      | Кенија                        | MARV        | 2             | 1           | 50%             |
| 1987      | Кенија                        | RAVV        | 1             | 1           | 100%            |
| 1988      | Совјетски Савез               | MARV        | 1             | 1           | 100%            |
| 1990      | Совјетски Савез               | MARV        | 1             | 0           | 0%              |
| 1998–2000 | ДР Конго                      | MARV & RAVV | 154           | 128         | 83%             |
| 2004–2005 | Ангола                        | MARV        | 252           | 227         | 90%             |
| 2007      | Уганда                        | MARV & RAVV | 4             | 1           | 25%             |
| 2008      | Уганда · Холандија · САД      | MARV        | 2             | 1           | 50%             |
| 2012      | Уганда                        | MARV        | 18            | 9           | 50%             |
| 2014      | Уганда                        | MARV        | 1             | 1           | 100%            |

## Патогенеза
Инфекција људи Марбург вирусом у почетку је резултат продужене изложености у рудницима или пећинама насељеним колонијама слепих мишева Rousettus. Једном када се појединац зарази Марбург вирусом он се може пренети са човека на човека директним контактом (преко оштећене коже или слузокоже) крвљу, излучевинама, органима или другим телесним течностима заражених људи, као и са површина и других материјала (нпр. постељине, одеће) контаминираних овим течностима.
Фактори који учествују у патогенези хеморагијских грозница
Међу бројним факторима који могу утицати на исход инфекција вирусом било које хеморагијске грознице, најзначајнији су:
- вируленција вируса (степен патогености одређеног соја вируса  или способности неког вируса да изазове инфекцију и болест) [10][11][12]
- инфективна доза (број вируса потребан да доведе до појаве манифестација болести (инфекције))
- специфичности домаћина.[13][14][15]

Циљни орган су најмањи крвни судови. Према томе доминантна клиничка слика је последица промена у пропустљивост и дисфункције ендотелних ћелија крвних судова. Бубрежна инсуфицијенција и дисфункција других органа у току болести пропорционална је васкуларном оштећењу.

## Вирусологија
Вирус Марбург је врста вируса која припада породици Filoviridae. Он је један од неколико анималних хеморагијски вируса јер изазива примарну инфекцију код дивљих животиња. Облика је штапа за хокеј, прстена или латиничног слова U.
Филовируси су РНК вируси са полиморфним, понекад и филаментозним вирионом 150—300 нанометара у дијаметру. Њихов геном се састоји од једноланчане РНК. и зато спадају у групу РНК вируса. Слични су Polimyxovirusima и Rabdovirusima.

## Распрострањеност
Вирус Марбург изазива природножаришну инфекцију са ендемично—мозаичком дистрибуцијом, претежно у Африци (Уганда, Зимбабве, ДР Конго, Кенија и Ангола).
Углавном се спорадично јавља, у мањим или већим епидемијама, осим код оних који живе у регионима у којима постоји резервоар вируса. Болест је такође регистрована међу путницима (из Европе) који су боравили у ендемским областима - увезене инфекције.
Због све веће опасности од биотероризма, ови веома заразни и потенцијално смртоносни вируси су све већи проблем у свету.

### Путеви преношења
Вирус Марбург, као изазивач ендемијске болести марбуршка вирусна болест у Африци, највероватније се може пренети на људе са заражених афричких зелених мајмуна и одређених врста слепих мишева. Нема доказа да је било који инсект носилац вируса.
Нејасно је како се људи инфицирају овим вирусом са других животиња (можда једући их или контаминацијом излучевинама из животињског тела). Јасно је да се хумани пренос вируса — са једне особе на другу, остварује директним контактом са телесним излучевинама заражене особе (пљувачке, суза, столице, повраћаних маса и крви).
Сматра се да се вирус Марбург не распршује и преноси капљицама ваздуха.

## Клиничка слика
Симптоми болести су слични онима код еболе, укључујући и јаку потенцијално смртоносну хеморагичну грозницу.
После периода инкубације од 2-21 дан, јављају следећи симптоми и знаци, који су изненадни:
- висока телесна температура (изнад 39 °C), праћена грозницом,
- несношљива главобоља, праћена боловима у целом телу
- мучнина и повраћање, крвава дијареја (пролив),
- фатална унутрашња и спољашња крварења.
- појава егзантема, након 5-7 дана од појаве болести, у виду израженог кожног осипа на грудном кошу, лицу, екстремитета, тела, који има тачкасти изглед, понекад са појавом појединачних везикула (мехурића). Осип који се јавља код око 50% болесника, праћен је сврабом. Год већине пацијенат осип је последица петехијалног крварења (што указује на крварење у кожи) - и знак је раног хеморагијског синдрома.

Симптоми постају све озбиљнији и могу укључивати жутицу, упалу панкреаса, озбиљан губитак тежине, делиријум, шок, отказивање јетре, масивно крварење и дисфункцију више органа.

## Дијагноза
Клиничка дијагноза болести може бити тешка. Многи знаци и симптоми Марбуршке вирусне болести слични су другим заразним болестима (као што су маларија или тифусна грозница) или вирусним хеморагијским грозницама које могу бити ендемичне у том подручју (као што су Ласа грозница или ебола). Ово је посебно значајно ако је у питању само један случај.
Клинички преглед
Клиничким прегледом, са различитом учесталошћу и степеном манифестације, могу се утврдити хиперемија коњунктиве, благе хипотензије, црвенило лица, грудног коша и петехијална крварења коже. Тешка форма болести карактерише се клиничком сликом шока и генерализованим крварењем, пре свега из слузокожа.
Патолошке промене се манифестују у неколико органа, најчешће у нервном систему, плућима, коштаној сржи, јетри, бубрезима и кожи.
Лабораторијски тестови
Изазивач болести се може изоловати из крви и ликвора. За идентификацију се користе серолошке реакције: РВК, РИХ, имунофлоресценција, ЕЛИСА тест.

## Диференцијална дијагноза
Диференцијално дијагностички знаци и симптоми болести често су слични:
- маларији и тифусној грозници,
- лептоспирози,
- рикециозама.

## Терапија
Тарапија марбуршке хеморагијске грознице је веома сложена јер не постоји лек за ову врсту вируса. У начелу се лечење заснива на општим и специфичним (симптоматским) мерама:
Опште мере
У ове мере лечења спада хоспитализација и изолација болесника на инфективним одељењима болницама — на којима целокупно особље треба бити информисано о механизму преноса болести, и да ради у посебним оделима са максималном заштитом коже и мукозних мембрана, уз примену хемијских и физичких мера заштите како би се спречила појава унутарболничких инфекција вирусом Марбург.
Специфичне мере
У специфичне мере лечења спадају оне које смањују број патогена и коригују угрожене виталне функције болесника. Оне се заснивају на:
- детоксикацији (снижавању телесне температуре и интравенској примени детоксицирајућих коктела)
- рехидратацији (надокнади изгубљеног волумена течности),
- корекцији тромбо—хеморагијског синдрома,
- хормонској терапији,
- имунотерапији
- другим мерама према потреби.

## Прогноза
Прогноза инфекције изазване вирусом Марбург је неизвесна. Стопа смртности варира од око 23% до 90%. Болесници који се лече у јединицама за интензивну негу имају веће шансе за преживљавање.
Компликације које могу настати код инфекције вирусом Марбург су:
- Ретинитис (запаљење ретина очију)
- Орхитис (запаљење тестиса)
- Хепатитис (инфламација јетре)
- Увеитис (упала унутар пигментираног слоја очију)
- Трансверзални мијелитис (упала сегмената кичмене мождине)
- Енцефалитис (запаљење мозга)

## Мере превенције
Противепидемисјке мере
- Строга изолација болесника и сумњивих на болест
- Потпуно спровођење мера предострожности (стандардне, контактне и капљичне)
- Употреба специфијалне заштитна одећа за једнократну употребу
- Одговарајућа брига о здравственим радницима и особљу болнице
- Спровођење процедура за уклањање и уништавање контаминираног материјала и лабораторијских узорака